# Felsenspringer (Vögel)
Die Felsenspringer (Chaetops) sind eine zwei Arten umfassende Sperlingsvogel-Gattung und die einzigen Vertreter der 2015 aufgestellten gleichnamigen Familie der Felsenspringer (Chaetopidae). Das Vorkommen ist auf das südliche Afrika beschränkt.

## Merkmale
Die Felsenspringer erreichen Gesamtlängen von 21 bis 25 cm. Das Gefieder ist an der Oberseite kräftig mit weißen Streifen und Flecken gemustert und grau gestrichelt. Die Unterseite weist eine rötliche und zimtfarbene Färbung auf. Die mittelkurzen Flügel sind gerundet. Der lange, gerundete Schwanz ist abgestuft. Der mittelgroße Körper ist zylindrisch eiförmig. Der mittellange, dünne Schnabel ist sehr leicht gebogen. Der Kopf ist mittelgroß, die Iris ist leuchtend rot. Der Hals ist mittelkurz und dick. Die mittellangen Beine und Füße sind stämmig. Das Gefieder der Weibchen ist meist braun, das der Männchen ist heller gefärbt.

## Systematik
Felsenspringer gehören zu einer kleinen Gruppe von lose verwandten Singvögeln, die informell als basale Singvögel bezeichnet werden. Obwohl sie früher oft als Verwandte der Timalien betrachtet wurden, haben molekularphylogenetische Studien gezeigt, dass Chaetopidae stattdessen mit den Familien der Felshüpfer (Picathartidae) (Beresford et al. 2005, Irestedt & Ohlson 2008) und der Rallenflöter (Eupetidae) verwandt sind. Die einzigen Studien, die alle drei Taxa behandelt haben, weisen darauf hin, dass Picathartidae eine Schwestergruppe darstellt, die Eupetidae und Chaetopidae zusammen umfasst (Jønsson et al. 2007, Jønsson et al. 2011 ).

## Arten und ihre Verbreitung
- Das Verbreitungsgebiet des Kapfelsenspringers (Chaetops frenatus) erstreckt sich auf das Westkap und das südwestliche Ostkap im Süden von Südafrika.
- Der Orangebrust-Felsenspringer (Chaetops aurantius) kommt im Hochland von Lesotho, in der montanen Provinz Freistaat, in KwaZulu-Natal und am Ostkap von Südafrika vor.

## Lebensraum
Felsenspringer bewohnen steile, grasbewachsene Hänge mit ausgedehnten Felsvorsprüngen.

## Lebensweise
Felsenspringer ernähren sich hauptsächlich von Insekten und anderen Wirbellosen. Kleine Wirbeltiere wie Eidechsen und Frösche bereichern das Nahrungsangebot. Ihre Nahrung finden die Felsenspringer, indem sie den Boden und sandige Felsuntergründe nach Beute absuchen.
Felsenspringer sind monogam mit biparentaler Betreuung und kooperativer Jungenaufzucht, an der Familiengruppen von bis zu 12 Individuen beteiligt sind. Die sperrigen Nester sind schalenförmig. Sie werden meist aus Gras und Zweigen errichtet und mit feinerem Material ausgekleidet, darunter Wurzeln, Fell, Flechten und Moos. Nester werden oft flach über dem Boden in der Nähe der Basis eines großen Felsens oder Strauches oder in einem Grasbüschel angelegt. Weibchen legen normalerweise 2 oder 3 Eier. Sowohl Männchen als auch Weibchen tragen zum Nestbau, zur Inkubation und zur Fütterung der Nestlinge bei. In kooperativen Zuchtgruppen beteiligen sich auch Helfer bei der Inkubation und Fütterung der Nestlinge. Die Brutdauer dauert 19 bis 21 Tage. Die Küken verbleiben 18 bis 21 Tage im Nest, das sie zu Fuß verlassen. Sieben bis zehn Tage später sind sie flügge. Die Jungvögel werden bis zu einem Monat nach Verlassen des Nestes von Eltern und Helfern gefüttert.

## Status
Der Kapfelsenspringer und der Orangebrust-Felsenspringer stehen beide auf der Vorwarnliste der IUCN Red List.